# 魔法幻影
魔法幻影（2006年5月9日出生）是德國出生以及在德國及香港訓練的純種競賽馬匹，主要勝出賽事包括德國二千堅尼及馬會盃。

## 競賽生涯

### 德國
2009年3月15日在德國出道，以8個馬位大勝條件讓磅賽。開始角逐分級賽，首先勝出一場三級賽博世博士紀念賽，然後以一個多馬位勝出二級賽德國二千堅尼。之後練馬師安排牠角逐法國的賽事，參與兩場一哩一級賽，首先在三歲馬賽事莊柏德大賽跑第三，然後在傑克莫華大賽跑第四。其後此駒被香港馬主蕭百君高價收購，以自購馬身份在香港服役。

### 香港

#### 2009-10年馬季
來到香港後，魔法幻影在約翰摩亞馬房接受訓練。魔法幻影香港首場賽事是第一班1400米賽事，避開同日舉行一級賽香港經典一哩賽，結果在後上太遲下只能跑一席第五。接著挑戰分級賽香港打吡預賽，跑回一席第四，從而獲得香港打吡大賽參賽資格，在賽事中表現一般，只得第七，賽後不久，魔法幻影接受閹割手術。
休息接近兩個月後，魔法幻影出戰三級賽的皇太后紀念盃，在負輕磅情況下，馬匹曾取得領先優勢，但到最後階段乏力，只能跑第四而回。6月9日在跑馬地的第一班1800米賽事中，在最後直路殺上，超越了領前的對手，取得在香港首場勝利。

#### 2010-11年馬季
魔法幻影當季首場賽事是國慶盃，但路程稍短，整體表現未見突出，只能跑第九。接著在婦女銀袋賽，再被視為熱門之一，在比賽中追趕率先突圍的歡呼星，可惜姍姍來遲以頸位飲恨。接著在國際二級賽馬會盃上視為熱門之一，但大熱門是同馬房的閒話一句。起步後居中，轉自直路一早望空追上對手，最後100米已經穩佔勝果，奪得在港第一個分級賽冠軍。接著在12月12日在香港盃亮相，在賽事中一度透出，可惜最後100米被飛雪仙蹤超越，屈居亞軍。
接著魔法幻影角逐董事盃，原定騎師白德民較早前賽事受傷，改由都爾策騎，但仍然成為大熱門，在直路試圖追上香港一哩錦標冠軍締造美麗，可惜在最後100米後勁轉弱，被冷門馬新力勁超越，只能跑第三。接著角逐香港金盃，在白德民策騎下成為了1.5倍大熱門，馬匹後上反應一般，未能爭取上名，結果只得第六。賽後證實該駒在賽事中失去右前蹄的蹄鐵。
在主席錦標取得第七後，接著在愛彼錶女皇盃成為次熱門。在賽事中轉自直路後一度出頭，但是直路望空後衝刺不及加州萬里，以第四名完成。接著已獲得參加新加坡航空國際盃的參賽資格。在賽事中遇上慢步速，但仍然在直路交到不錯的後勁，結果剛剛趕及與威剪刀取得併頭季軍。

#### 2011-12年馬季
季初首戰為沙田錦標，在路程不合因素忽視下，以第七名完成。接著在馬會盃中表現回勇，能迫近多匹實力馬以第三名完成。其後在香港盃於慢步速下仍能施展強勁的後上，結果跑第二而回。在董事盃，排位前換上巫斯義，但結果只能以第十名過終點。其後回到中距離香港金盃，也只得一席第六。在主席錦標以第五名完成，然後在女皇盃只能跑第六而回。其後亦於遮打盃屈居殿軍。

#### 2012-13年馬季
魔法幻影在季初顯示良好狀態，先在東方表行沙田錦標跑第六，其後在浪琴表馬會盃屈居亞軍，但其後角逐浪琴表香港盃只能以第八名過終點。一個月後，魔法幻影角逐一月盃，但表現令人失望，僅以第七名過終點，落後軍事出擊四個半馬位；但其後角逐多場1800-2400米分級賽的表現皆令人失望，最佳的成績就是遮打盃再度屈居殿軍。6月5日，魔法幻影出戰跑馬地銀瓶，但表現依然令人失望，敗於同主家族馬勝哥兒，只能以第十名過終點，6月29日，魔法幻影轉投方嘉柏訓練。

#### 2013-14年馬季
魔法幻影轉投方嘉柏後，首場賽事是廣東讓賽盃，並首次交由潘頓執韁，但路程稍短，整體表現未見突出，只能跑第九。其後，魔法幻影換上何澤堯角逐中華游樂會盃，起步後沿途領放，但去到末段力弱，落後頭馬將男六個馬位，以第九名過終點。最後，魔法幻影重配杜利萊角逐跑馬地二班千八米，起步後沿途居中留後競跑，但去到末段力弱，最終包尾而回，落後頭馬魅力星八個半馬位。
2013年11月18日，魔法幻影正式結束在香港的競賽生涯。

## 詳細賽績
| 日期       | 馬場     | 距離   | 級別 | 賽事名稱          | 負重（磅） | 騎師   | 名次/出馬 | 時間     | 與頭馬距離 | 冠軍（亞軍）   |
| ---------- | -------- | ------ | ---- | ----------------- | ---------- | ------ | --------- | -------- | ---------- | -------------- |
| 15/3/2009  | 法蘭克福 | 草1600 |      | 三歲馬條件讓磅賽  | 58公斤     | 文力威 | 1/7       | 1:42.06  | 8          | (Super Flight) |
| 18/4/2009  | 克雷菲爾 | 草1700 | G3   | 博世博士紀念賽    | 58公斤     | 范以誠 | 1/7       | 1:45.20  | 2.5        | (Daring Tiger) |
| 10/5/2009  | 科隆     | 草1600 | G2   | 德國二千堅尼      | 58公斤     | 文力威 | 1/8       | 1:35.87  | 1.5        | (Zafisio)      |
| 5/7/2009   | 尚蒂伊   | 草1600 | G1   | 莊柏德大賽        | 58公斤     | 柏士祺 | 3/9       | (1:38.9) | 1/2        | 小城爵士       |
| 16/8/2009  | 多維爾   | 草1600 | G1   | 傑克莫華大賽      | 56公斤     | 柏士祺 | 4/9       | (1:33.5) | 12         | 金剛威         |
| 24/1/2010  | 沙田     | 草1400 |      | 第一班讓賽        | 119        | 白德民 | 5/10      | 1:22.94  | 2-1/2      | 新力勁         |
| 16/2/2010  | 沙田     | 草1800 | HKG2 | 香港打吡預賽      | 126        | 白德民 | 4/13      | 1:48.43  | 1-1/2      | 至勇威龍       |
| 14/3/2010  | 沙田     | 草2000 | HKG1 | 香港打吡大賽      | 126        | 白德民 | 7/14      | 2:04.13  | 3-1/4      | 極品絲綢       |
| 8/5/2010   | 沙田     | 草2400 | HKG3 | 皇太后紀念盃      | 111        | 賴維銘 | 4/11      | 2:28.42  | 2-1/4      | 家家興旺       |
| 9/6/2010   | 跑馬地   | 草1800 |      | 第一班讓賽        | 133        | 白德民 | 1/12      | 1:50.39  | 3/4        | （國中之星）   |
| 1/10/2010  | 沙田     | 草1400 | HKG3 | 國慶盃            | 114        | 賴維銘 | 9/14      | 1:21.71  | 8          | 天久           |
| 17/10/2010 | 沙田     | 草1800 |      | 婦女銀袋賽（1班） | 128        | 梁家俊 | 2/12      | 1:47.56  | 頸位       | 歡呼星         |
| 15/11/2010 | 沙田     | 草2000 | G2   | 馬會盃            | 123        | 柏寶   | 1/12      | 2:02.11  | 1-3/4      | （包裝大師）   |
| 12/12/2010 | 沙田     | 草2000 | G1   | 香港盃            | 126        | 柏寶   | 2/14      | 2:03.03  | 頸位       | 飛雪仙蹤       |
| 31/1/2011  | 沙田     | 草1600 | HKG1 | 董事盃            | 126        | 都爾   | 3/12      | 1:35.04  | 3/4        | 締造美麗       |
| 27/2/2011  | 沙田     | 草2000 | HKG1 | 香港金盃          | 126        | 白德民 | 6/12      | 2:01.99  | 2-1/4      | 加州萬里       |
| 3/4/2011   | 沙田     | 草1600 | HKG2 | 主席錦標          | 123        | 白德民 | 7/12      | 1:35.14  | 4          | 勁飛寶         |
| 1/5/2011   | 沙田     | 草2000 | G1   | 愛彼錶女皇盃      | 126        | 柏寶   | 4/14      | 2:02.48  | 1-1/2      | 雄心威龍       |
| 22/5/2011  | 克蘭芝   | 草2000 | G1   | 新加坡航空國際盃  | 57公斤     | 白德民 | 3/13      | 2:04.16  | 1-1/2      | 西國浪人       |
| 30/10/2011 | 沙田     | 草1600 | HKG3 | 沙田錦標          | 130        | 勞愛德 | 7/14      | 1:35.14  | 2-1/4      | 加州萬里       |
| 20/11/2011 | 沙田     | 草2000 | G2   | 馬會盃            | 123        | 白德民 | 3/12      | 2:01.69  | 1/2        | 自由好         |
| 11/12/2011 | 沙田     | 草2000 | G1   | 香港盃            | 126        | 白德民 | 2/10      | 2:04.72  | 1          | 加州萬里       |
| 29/1/2012  | 沙田     | 草1600 | HKG1 | 董事盃            | 126        | 巫斯義 | 10/14     | 1:35.94  | 6-1/4      | 雄心威龍       |
| 26/2/2012  | 沙田     | 草2000 | HKG1 | 香港金盃          | 126        | 岳禮華 | 6/10      | 2:03.44  | 3-1/2      | 雄心威龍       |
| 1/4/2012   | 沙田     | 草1600 | HKG2 | 主席錦標          | 123        | 郭立基 | 5/9       | 1:34.83  | 2-1/2      | 讚惑           |
| 29/4/2012  | 沙田     | 草2000 | G1   | 愛彼錶女皇盃      | 126        | 郭立基 | 7/13      | 2:03.30  | 5-3/4      | 統治地位       |
| 27/5/2012  | 沙田     | 草2400 | HKG1 | 香港冠軍暨遮打盃  | 126        | 柏寶   | 4/6       | 2:31.58  | 4-3/4      | 智多飛         |
| 28/10/2012 | 沙田     | 草1600 | HKG2 | 沙田錦標          | 121        | 柏寶   | 10/14     | 1:34.51  | 5-3/4      | 雄心威龍       |
| 18/11/2012 | 沙田     | 草2000 | G2   | 馬會盃            | 123        | 巫斯義 | 2/12      | 2:01.53  | 短馬頭     | 加州萬里       |
| 9/12/2012  | 沙田     | 草2000 | G1   | 香港盃            | 126        | 巫斯義 | 8/11      | 2:04.49  | 8-3/4      | 加州萬里       |
| 9/1/2013   | 跑馬地   | 草1800 | HKG3 | 一月盃            | 132        | 巫斯義 | 7/10      | 1:50.43  | 4-1/2      | 軍事出擊       |
| 2/2/2013   | 沙田     | 草1800 | HKG3 | 百週年紀念銀瓶    | 129        | 杜利萊 | 7/13      | 1:47.94  | 3-3/4      | 滿綵           |
| 24/2/2013  | 沙田     | 草2000 | HKG1 | 香港金盃          | 126        | 祁義理 | 5/11      | 2:03.66  | 4          | 軍事出擊       |
| 24/3/2013  | 沙田     | 草2000 | HKG3 | 精英碟            | 124        | 柏寶   | 8/13      | 1:50.35  | 2-1/4      | 軍事出擊       |
| 28/4/2013  | 沙田     | 草2000 | G1   | 愛彼女皇盃        | 126        | 杜利萊 | 9/14      | 2:02.91  | 4-3/4      | 軍事出擊       |
| 26/5/2013  | 沙田     | 草2400 | HKG1 | 渣打冠軍暨遮打盃  | 126        | 杜利萊 | 4/10      | 2:27.07  | 3-3/4      | 加州萬里       |
| 5/6/2013   | 跑馬地   | 草1800 |      | 跑馬地銀瓶(1班)   | 124        | 杜利萊 | 10/12     | 1:49.82  | 4-3/4      | 勝哥兒         |
| 15/9/2013  | 沙田     | 草1400 |      | 廣東讓賽盃(1班)   | 127        | 潘頓   | 9/10      | 1:22.13  | 5-1/4      | 同個世界       |
| 12/10/2013 | 沙田     | 草1600 |      | 中華游樂會盃(1班) | 128        | 何澤堯 | 9/13      | 1:35.26  | 6          | 將男           |
| 20/10/2013 | 跑馬地   | 草1800 |      | 第二班讓賽        | 133        | 杜利萊 | 12/12     | 1:51.33  | 8-1/2      | 魅力星         |

## 血統背景
父系Tertullian是美國出生的馬匹，在德國及以法國均勝出三級賽，路程以1300-1400米為主。母系Iberi出自凱旋門大賽冠軍追逐彩虹，出賽11次，取得兩場勝利。魔法幻影是牠的第六胎，其中出賽的多名兄弟，均錄得勝出賽事的紀錄。

## 外部連結
- 香港賽馬會：魔法幻影賽績資料 （页面存档备份，存于）
- 血統表 （页面存档备份，存于）